# Stanisław Święch

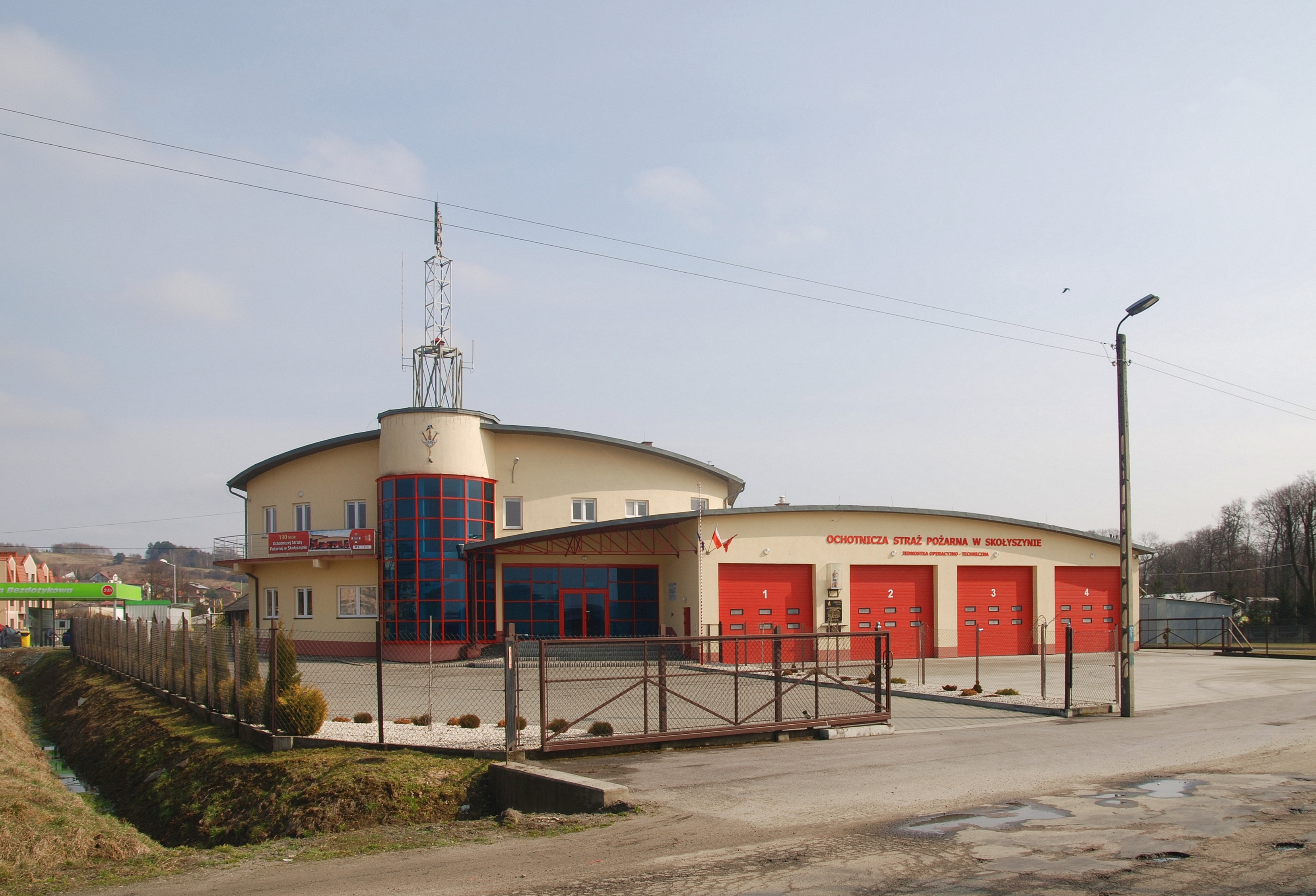
Remiza OSP w Skołyszynie

Stanisław Wiktor Święch (ur. 24 marca 1957 w Jaśle) – polski działacz społeczny, pożarniczy i samorządowy, harcmistrz, prezes Zarządu Oddziału Powiatowego Związku Ochotniczych Straży Pożarnych RP w Jaśle od 2011, wiceprezes Zarządu Oddziału Wojewódzkiego Związku Ochotniczych Straży Pożarnych RP w Rzeszowie od 2022 i członek Zarządu Głównego Związku Ochotniczych Straży Pożarnych; radny Rady Powiatu Jasielskiego od 2018.

## Życiorys
Syn Zygmunta. Absolwent Szkoły Podstawowej w Skołyszynie i I Liceum Ogólnokształcące im. Króla Stanisława Leszczyńskiego w Jaśle. Ponadto ukończył roczny kurs w Wyższej Szkole Społeczno-Gospodarczej w Tyczynie. Wywodzi się z rodziny o silnych tradycjach pożarniczych. Jego ojciec Zygmunt przez wiele lat był naczelnikiem i komendantem gminnym OSP działających na obszarze gminy Skołyszyn. Jako zasłużony strażak został odznaczony m.in. medalem honorowym im. Bolesława Chomicza.
Od lat wczesnej młodości jest aktywnym członkiem OSP w Skołyszynie. Od 1988 jest komendantem Gminnego Związku OSP RP w Skołyszynie, a od 1997 także prezesem OSP Skołyszyn. W latach 1977–1987 był sekretarzem gminnym Związku Ochotniczych Straży Pożarnych RP w Skołyszynie. Społecznie pełni funkcję członka Prezydium Oddziału Wojewódzkiego Związku OSP RP w Rzeszowie i jednocześnie przewodniczącego Wojewódzkiej Komisji ds. Młodzieżowych Drużyn Pożarniczych. Jest inicjatorem otwartego w 2010 nowego budynku remizy OSP w Skołyszynie przy którym działa Gminne Centrum Reagowania Kryzysowego. W 2011 po raz pierwszy został wybrany prezesem Zarządu Oddziału Powiatowego ZOSP RP w Jaśle. Ponownie na to stanowisko został wybrany na zjeździe w 2016. Jest instruktorem Związku Harcerstwa Polskiego w stopniu harcmistrza, a jednocześnie drużynowym 24 Harcerskiej Drużyny Pożarniczej (24 HDP). Zawodowo związany z Urzędem Gminy w Skołyszynie, gdzie objął stanowisko podinspektora do spraw zarządzania kryzysowego, obrony cywilnej, spraw obronnych i ochrony przeciwpożarowej. W wyborach samorządowych w 2018 został wybrany Radnym do Rady Powiatu Jasielskiego z ramienia Prawa i Sprawiedliwości, gdzie wszedł w skład Komisji Rewizyjnej Rady Powiatu. W marcu 2022 został wybrany wiceprezesem Zarządu Oddziału Wojewódzkiego Związku Ochotniczych Straży Pożarnych RP w Rzeszowie, a kilka tygodni później wybrany przedstawicielem do Zarządu Głównego Związku OSP RP na V zjeździe wojewódzkim ZOSP RP. Zatwierdzenie nastąpiło 1 października 2022 w Warszawie - Otrębusach. 

## Odznaczenia
Został uhonorowany licznymi odznaczeniami państwowymi i resortowymi. Za zasługi społeczne i w działalności na rzecz osób potrzebujących pomocy oraz ochronę przeciwpożarową otrzymał m.in.:
- Złoty Krzyż Zasługi (2010)[16],
- Srebrny Krzyż Zasługi (2001)[17],
- Brązowy Krzyż Zasługi (dwukrotnie, w tym 1994[1]),
- Srebrna Odznaka „Zasłużony dla Ochrony Przeciwpożarowej” (2016)[18]
- Brązowa Odznaka „Zasłużony dla Ochrony Przeciwpożarowej” (2010)[19]
- Złoty Znak Związku Ochotniczych Straży Pożarnych Rzeczypospolitej Polskiej,
- Odznaka "Za wysługę lat 50"[20].
- Krzyż Niepodległości II klasy NSZZ Policjantów (2018),
- Medal honorowy im. Bolesława Chomicza (2016),
- Odznaka honorowa Strażacka Gwiazda Podkarpacka (2021),
- Złoty Krzyż Orderu Św. Floriana nadany przez Małopolskiego Kapela Strażaków (2022),
- Medal Błogosławionego ks. Jerzego Popiełuszki (2022).